# Stereo Explosion
Stereo Explosion är en musikgrupp bildad 1997 bestående av Jens Andersson (sång och klaviatur), Mikael Jepson (gitarr) och Martin Axén (trummor). Tidigare har även Lars "Leari" Ljungberg (bas) och Oscar Hielm (klaviatur) varit medlemmar i bandet. Alla medlemmar förutom Oscar Hielm spelade även i rockbandet The Ark, dock kom Jens med som först turnérande medlem efter att The Ark slagit igenom. Bandet startades som ett sidoprojekt för spelningar på främst de klubbfester man arrangerade i den nya hemstaden Malmö.  
Efter att The Ark tagit paus från 2011 återupptogs Stereo Explosions verksamhet, med spelning på bland annat Mossagårdsfestivalen i Veberöd i juni 2012.

## Medlemmar
| Nuvarande medlemmar - Jens Andersson – sång, klaviatur (1997–2000, 2012–) - Mikael Jepson – gitarr (1997–2000, 2012–) - Martin Axén – trummor (1997–2000, 2012–) | Tidigare medlemmar - Lars "Leari Ljungberg – bas (1997–2000, 2012) - Oscar Hielm - klaviatur (1997–2000) |

## Diskografi
| Studioalbum - 2018 – Made Of Music EP - 2017 – A Better Place Remixes | Singlar - 2014 – "Now or forever" - 2016 – "A Better Place" - 2017 – "Outta Here" - 2018 – "Good News" - 2018 – "Now or Forever" (rerelease) - 2018 – "Golden" - 2019 – "We Need to Spend Some Time Together" - 2020 – "We Need Some Good News" - 2021 – "Oh No!" |